# Cal Football Club
Cal Football Club é uma agremiação esportiva da cidade de Thousand Oaks, Califórnia.  Disputava a região IV da United States Adult Soccer Association. Atualmente disputa a NPSL Founders Cup.

## História
O clube ganhou notoriedade nacional em 2012 ao chegar as oitavas de final da Lamar Hunt U.S. Open Cup. O clube eliminou as tradicionais equipes Wilmington Hammerheads, da USL, e Portland Timbers, da Major League Soccer,  na competição. O técnico do clube na competição foi Eric Wynalda.
A equipe se tornou a segunda equipe da USASA na história a conseguir derrotar uma equipe da Major League Soccer. ( A primeira tinha sido o Dallas Roma FC, que derrotou o Chivas USA em 2006).

## Estatísticas

### Participações
|  | Participações em 2019 |

| Competição     | Competição               | Temporadas | Melhor campanha         | Estreia | Última | P | R |
| Estados Unidos | Lamar Hunt U.S. Open Cup | 4          | Oitavas de final (2012) | 2012    | 2015   |   | – |